# Ärekränkning
Ärekränkning är ett brott som går ut på att sprida osanna uppgifter eller antydningar eller förnedra någon på ett sådant sätt som kan innebära att en persons "namn/varumärke drabbas negativt" . I Sverige är det ett samlingsnamn för förtal och förolämpning enligt 5 kapitlet i Brottsbalken, i Finland en skild brottsrubrik (jämte grov ärekränkning). Brottskategorin omfattar sådant som kränker eller skadar en persons ära, antingen den objektiva äran (gott namn, rykte och anseende hos andra) eller den subjektiva äran (den egna känslan av vad ens anseende är). 
Även ofredande är besläktat med ärekränkningsbrotten, men avser konkreta handlingar.
Tryckningsföreläggande
Den som har gjort sig skyldig till ärekränkning eller dylik brottslig gärning (till exempel falsk tillvitelse eller mened), eller den som annars är skadeståndsskyldig med anledning av sådant brott (till exempel arbetsgivare med principalansvar), kan föreläggas att bekosta tryckning av domen i målet i en eller flera tidningar, enligt 5 kap. 6 § 2 st. skadeståndslagen.